# Stockholm Open 1998
Lo Stockholm Open 1998 è stato un torneo di tennis giocato sul cemento indoor. 
È stata la 30ª edizione dello Stockholm Open, che fa parte della categoria International Series nell'ambito dell'ATP Tour 1998.
Il torneo si è giocato al Kungliga tennishallen di Stoccolma in Svezia, dal 9 al 15 novembre 1998.

## Campioni

### Singolare
Todd Martin ha battuto in finale  Thomas Johansson con il punteggio di 6–3, 6–4, 6–4

### Doppio
Nicklas Kulti /  Mikael Tillström hanno battuto in finale  Chris Haggard /  Peter Nyborg con il punteggio di 7–5, 3–6, 7–5